# Tilt Brush
Tilt Brush ist eine 3D-Software von Google, die es einem ermöglicht in Virtueller Realität zu zeichnen und zu malen. Die Software wurde das erste Mal am 5. April 2016 für Windows veröffentlicht. Verfügbar ist die Anwendung auf den Head-Mounted Displays HTC Vive, Oculus Rift und Oculus Quest. Vertrieben wird die Anwendung auf Steam und im Oculus Store.

## Funktionsweise

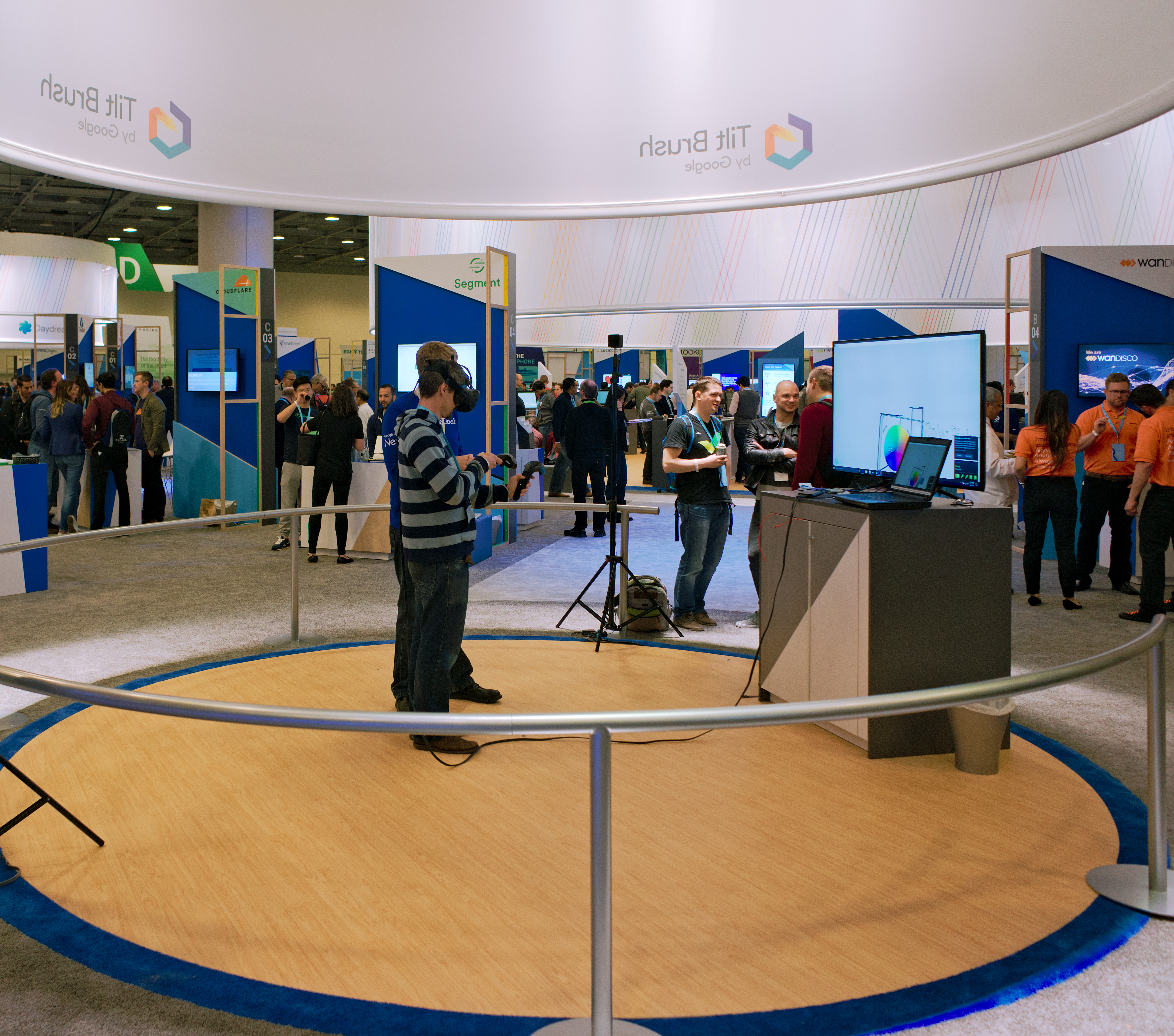
Tilt Brush auf der Google Cloud Next 2017

Die Steuerung ist auf die Bewegungssteuerung der Controller der jeweiligen Head-Mounted Displays ausgelegt. Eine Steuerung über Maus und Tastatur ist auch möglich. Die Wahl der Texturen, Farbe und Größe kann verändert werden. Außerdem lässt sich die Umgebung anpassen und es lassen sich 3D-Objekte importieren. Des Weiteren ist es möglich, dass mehrere Personen gleichzeitig an einem Projekt arbeiten. Dem Benutzer ist es möglich das fertige Bild als animierte GIF-Datei zu exportieren. Kreationen können über eine Online-Galerie geteilt werden. Zum Betrachten und Bearbeiten dieser wird kein Head-Mounted Display benötigt. Alle dort veröffentlichten Inhalte stehen unter Creative-Commons-Lizenz CC-BY. Mit dem Tilt Brush Kit lassen sich erstellte Inhalte exportieren und z. B. für die Entwicklung von Computerspielen, Animationen und weiteren interaktiven Inhalten nutzen.

## Entwicklung
Google erwarb das Programm von Skillman & Hackett in der Mitte von 2015 und übernahm die Entwicklung. Am 5. April 2016 erschien Tilt Brush das erste Mal für die HTC Vive. Am 24. Februar 2017 erschien die Version für die Oculus Rift. Im Januar 2017 wurde das Tilt Brush Toolkit kostenlos auf GitHub zur Verfügung.gestellt, mit welchem sich die erschaffenen Kreationen z. B. in die Spiel-Engine Unity importieren lassen.

## Rezeption
Ars Technica bezeichnet Tilt Brush als eine Killerapplikation für die HTC Vive und lobt das ihrer Meinung nach innovative Interface und Zeichnen in der dritten Dimension. Die The New York Times sieht das Programm eher für Anfänger und Hobbyanwender geeignet als für Ingenieure, die nach einer Anwendungssoftware wie Fantastic Contraption suchen. Chip Online schreibt, dass durch der Erschließung einer neuen Dimension beim digitalen Zeichen und durch die einfachen Bedienbarkeit ein ganz neuer Zugang zum Malen und zur Kunst zu erschaffen werde. Spiegel Online sieht den Controller als Ersatz für einen Pinsel und findet viele der Kunstwerke beeindruckend. Tilt Brush gewann den Lumiere Award 2017 in der Kategorie Best VR Experierence.

## Trivia
- Der Künstler Dong Yoon Park stellte mithilfe der HTC Vive und Tilt Brush eine Weltraumschlacht aus der Star-Wars-Filmreihe nach.[14]